# Louis Antoine Capdevielle
 (février 2023).
Si vous disposez d'ouvrages ou d'articles de référence ou si vous connaissez des sites web de qualité traitant du thème abordé ici, merci de compléter l'article en donnant les références utiles à sa vérifiabilité et en les liant à la section « Notes et références ».
Pour les articles homonymes, voir Capdevielle.

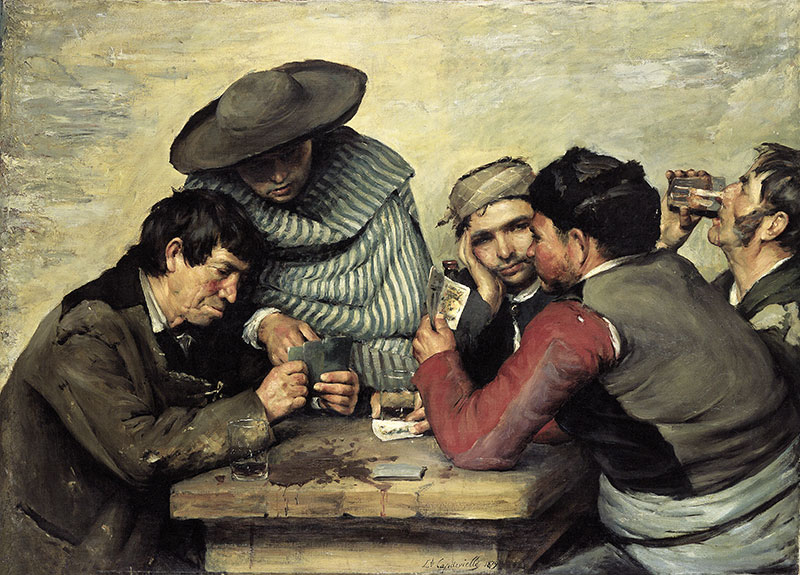
Espagnols ou Les joueurs de cartes (1879), de Louis Capdevielle. Huile sur toile, 102 × 142 cm. Musée des beaux-arts de Pau.

Louis Antoine Capdevielle est un peintre français né le 9 mai 1849 à Lourdes et mort le 27 juillet 1905, à Lourdes également.

## Biographie
Louis  Antoine Capdevielle naît à Lourdes le 9 mai 1849. Fils d'un ardoisier, il fait très tôt preuve de goût et de talent pour le dessin. Il bénéficie ainsi des cours de M. Couthouly avant de partir pour l'école des beaux-arts de Paris, en 1868, aidé en cela par les conseils du juge Romain Capdevielle (magistrat lourdais portant le même nom mais ne faisant pas partie de la même famille) et par une subvention du conseil municipal de Lourdes, d'un montant de 500 francs.
Capdevielle suit d'abord les cours du peintre et sculpteur Aimé Millet (1819-1891). En 1870, pris par ses études, il oublie de se présenter, à Tarbes, au tirage au sort de conscription militaire. Ce qui ne l'empêche toutefois pas de se voir affecté au 53e régiment d'infanterie, à Tarbes, et de partir rejoindre, entre septembre 1870 et mars 1871, l'Armée de la Loire.
Après sa démobilisation, Capdevielle retourne à Paris et aux Beaux-Arts, où Millet l'oriente vers les cours de deux de ses collègues : Alexandre Cabanel (1823-1889) et Léon Bonnat (1833-1922).
Il épouse en 1873 Marie Hortense Genonceau, avec qui il aura deux filles, Anna (1874 - ?) et Jeanne (1875-1892).
En 1874, il participe pour la première fois au Salon de Paris avec sa toile Job, mais il n'est pas à l'édition de l'année suivante. Il bénéficie en 1876 d'une bourse de voyage accordée par l'État et décide d'aller étudier sur place les maîtres espagnols.
Il est de retour à Paris pour le Salon de 1877. En 1878, sa jeune épouse décède, âgée d'à peine 25 ans. La même année, il est rappelé sous les drapeaux pour une nouvelle période d'exercice militaire.
Louis Antoine Capdevielle épouse en 1880, à l'âge de 31 ans, Lucie Raoul. Elle lui donne deux fils : Raoul (1880-1910, peintre lui aussi) et Henri (1885-1945).
En 1886 doit se tenir un Salon Triennal où exposera l'élite des artistes français. Capdevielle, désireux d'y figurer, demande et obtient une subvention de la part de la ville de Lourdes. Il y passe une année à travailler au tableau qu'il désire présenter (Le Miracle à la Grotte de Lourdes, qui ne sera finalement pas prêt à temps), avant de s'installer définitivement dans la cité pyrénéenne en 1890, principalement motivé par des problèmes financiers chroniques.
Sa carrière s'oriente alors vers celle de portraitiste, représentant un large panel de la bourgeoisie locale au XIXe siècle, mais aussi Émile Zola, que Capdevielle rencontre et peint en 1892.
C'est d'ailleurs à la même époque qu'il fait la connaissance de Cyprien Pintat, restaurateur et hôtelier à Luz-Saint-Sauveur, qui devient un ami et un mécène très important pour l'artiste. Ce seront d'ailleurs les descendants de la famille Pintat qui deviendront plus tard les légataires artistiques de Capdevielle…
À part quelques séjours dans la capitale et quelques voyages en Espagne et à Londres, Capdevielle reste dans les Hautes-Pyrénées jusqu'à sa mort, le 27 juillet 1905.

## Œuvres
1867 

Autoportrait, huile sur ardoise, 40,5 × 31 cm. Coll. particulière, Lourdes.

Descente de la Croix, huile sur ardoise, 39 × 33,5 cm. Coll. particulière, Lourdes.

1868

Mater Dolorosa, huile sur toile, 65 × 35 cm. Musée Pyrénéen, Lourdes.

1871

Autoportrait, huile sur toile, 47 × 39 cm. Coll. particulière, Lourdes.

1874

L’enfant et la poupée, huile sur toile, 38 × 45 cm. Coll. particulière, Lourdes.

Job

1875

Le Rémouleur

Le Prix d'excellence

1876

Le scieur de bois aragonais, huile sur toile, 65 × 40 cm. Musée des Beaux-Arts, Pau.

Jeu de billes, huile sur toile, 41 × 33 cm.

1877

Le pèle-porc, huile sur toile, 127x 98 cm. Musée Pyrénéen, Lourdes.

Portrait de Marianette Moura, née Dandreu, morte à 100 ans et trois mois, huile sur toile, 26,5 × 23 cm. Coll. particulière, Lourdes.

Joseph Valette, huile sur toile, 51 × 38 cm. Musée des Beaux-Arts, Pau.

Femme plumant un poulet, huile sur toile, 45,7 × 38,1 cm.

Portrait d'Anna Capdevielle, âgée de 3 ans et 2 mois, huile sur toile, 21 × 15,5 cm.

1878

Le Réserviste, autoportrait en uniforme et képi du 53e Régiment d'Infanterie, huile sur toile, 28 × 22 cm. Coll. particulière, Lourdes.

La ferme, huile sur toile, 43 × 55 cm. Coll. particulière, Tarbes.

Les petites filles et le polichinelle, huile sur toile, 64 × 53 cm. Coll. particulière, Tarbes.

1879

 La toilette de Vénus, huile sur toile, 72 × 47 cm. Musée des Beaux-Arts, Pau.

Les joueurs de cartes, huile sur toile, 102 × 142 cm. Musée des Beaux-Arts, Pau.

1880

L’atelier de couture, huile sur toile, 150 × 200 cm. Coll. particulière, Lourdes.

1881

Les deux fillettes et les fleurs, huile sur toile, 62 × 34 cm. Coll. particulière, Paris.

Noce ossaloise (modèle d’étude), huile sur toile, 92 × 66 cm. Musée Pyrénéen, Lourdes.

La noce à Laruns, huile sur toile, 386 × 255 cm. Musée des Beaux-Arts, Pau.

1882

Portrait de Mme Pierre Mourra, huile sur toile, 38,5 × 30 cm. Coll. particulière.

Portrait de M. Cousté, huile sur toile, 47 × 39 cm. Coll. particulière, Lourdes.

 Portrait de Jeanne par son père, huile sur toile, 28,5 × 22 cm. Coll. particulière, Tarbes.

1883

Portrait de vieille dame, huile sur toile, 45 × 38 cm. Coll. particulière, Lourdes.

Éboulement dans une carrière, huile sur toile, 365 × 270 cm. Musée Salies, Bagnères-de-Bigorre.

1884

Portrait en pied du berger (étude), huile sur toile, 55 × 46 cm. Coll. particulière, Paris.

Portrait de l'architecte Jules Noutary, pastel 30x42 cm.Coll.particulière,Pau

1885

Autoportrait, huile sur toile, 59 × 49 cm. Coll. particulière, Lourdes.

Portrait de Firmin en uniforme, huile sur toile. Coll. particulière.

Tante Sidonie, huile sur toile, 46 × 38 cm. Coll. particulière, Lourdes.

1886

Vieil homme, huile sur toile, 70 × 50 cm.
Napoléon , huile sur toile , 63x52 cm, A Mr Castay, Coll. particulière, Pau

1887

Un miracle à la grotte de Lourdes, huile sur toile, 338 × 496 cm. Mairie de Lourdes.

1888

Accident de carrière à Lourdes, huile sur toile, 320 × 260 cm. Musée Pyrénéen, Lourdes.

Le mendiant,, huile sur toile, 120 × 80 cm. Coll. particulière, Lourdes.

Portrait de Mme Lacaze, pastel, 44 × 35 cm. Coll. particulière, Lourdes.

1889

L’idiot, huile sur toile, 192 × 119 cm. Mairie de Lourdes.

Portrait de Louise Maumus et Alexandre Cazaux-Moutou, huile sur toile, 52,5 × 44,5 cm. Coll. particulière, Lourdes.
Portrait de Louis Castay (9 ans) , huile sur toile, 40x32 cm , coll. particulière , Pau
Portrait de Marthel Peyret, huile sur toile 52*42. Coll.particulière, Paris

1890

Les deux enfants sur le chemin de l’école, huile sur toile, 60 × 45 cm. Coll. particulière, Lourdes.

 Les deux enfants et les capucines, huile sur toile. Coll. particulière, Lourdes.

Portrait de Pierre Nicolau, huile sur toile, 53,5 × 45 cm. Coll. particulière, Lourdes.

Portrait de Thelcide Maumus, huile sur toile, 63,5 × 44,5 cm. Coll. particulière, Lourdes.

1891

Portrait de Marie Maumus, huile sur toile, 55 × 44,5 cm. Coll. particulière, Urrugnes.

Portrait de Jean-Marie Cazaux-Moutou, huile sur toile, 54 × 43,5 cm. Coll. particulière, Lourdes.

Portrait en pied de Picard, 8e cuirassiers à Reichshoffen, huile sur toile. Préfecture de Tarbes.

1892

La Vierge au bord du Tibre, peinture murale, 171 × 232 cm. Coll. particulière, Lourdes.

Portrait d'Emile Zola, encre sur papier, 21 × 13,5 cm. Coll. particulière, Lourdes.

Portrait d'Emile Zola, huile sur toile, 44 × 37,5 cm. Coll. particulière, Tarbes.

1893

Portrait de Julie Nicolau, huile sur toile, 53,5 × 45 cm. Coll. particulière, Lourdes.

Portrait supposé de l'avocat Jules Lacaze, huile sur toile, 90 × 70 cm. Coll. particulière, Lourdes.

 La Fée du Lac, huile sur toile, 227 × 177 cm. Musée Albert-André, Bagnols-sur-Cèze.

1894

Portrait de M. Castérès, huile sur toile, 55 × 46 cm. Coll. particulière, Lourdes.

1895

Carmen (portrait de Marie Pintat,  dite Manola), huile sur toile, 160 × 100 cm. Musée Massey, Tarbes.

La Toye, huile sur toile. Coll. particulière, Pau.

1896

Portrait de jeune fille, huile sur toile, 33 × 27 cm. Coll. particulière, Toulouse.

Fillette au scapulaire, huile sur toile, 128 × 90 cm. Musée Pyrénéen, Lourdes.

 La Piéta, huile sur toile, 220 × 180 cm. Église d'Argelès-Gazost.

 La mort de Saint Joseph, huile sur toile, 260 × 180 cm. Église d'Argelès-Gazost.

La fileuse de Luz-St-Sauveur, Anna Marquetou épouse Rivière, huile sur toile, 68 × 50 cm. Coll. particulière, Saint-Sauveur.
Paysage avec un paysan montant un âne, huile sur toile, 39x31 cm , Coll. particulière, Pau
1897

Sortie d’un office à Lugagnan, huile sur toile, 32 × 40 cm. Coll. particulière, Lourdes.

 Les enfants Cazaux-Moutou, huile sur toile, 68 × 90,5 cm. Coll. particulière, Lourdes.

 Portrait d’Anna Capdevielle par son père, huile sur toile, 27 × 21 cm. Coll. particulière, Lourdes.

 Le plateau du Cayan, huile sur toile, 43 × 53 cm. Coll. particulière, Lourdes.

Le lac de Gaube, huile sur toile, 43,5 × 53,5 cm. Coll. particulière, Lourdes.

Portrait d’Henri Lescaillet, huile sur toile. Coll. particulière, Lourdes.

1898

La jeune fille et l’arbre en fleur, huile sur toile, 94 × 62 cm. Coll. particulière, Lourdes.

 Portrait de Raymond Valette, huile sur toile, 31 × 25 cm. Musée des Beaux-Arts, Pau.

Carmen (Marie Pintat)

1899

Les deux orantes sur les bords du lac, huile sur toile, 103,5 × 77 cm. Musée Pyrénéen, Lourdes.

Portrait d’Henri Pomès, huile sur toile, 36 × 33 cm. Coll. particulière, Lourdes.

Bouquet de roses, huile sur toile, 47 × 32 cm. Coll. particulière, Lourdes.

Nature morte à la dinde, huile sur toile, 34 × 56 cm. Coll. particulière, Lourdes.

1900

Cauterets, huile sur toile, 400 × 390 cm. Casino de Cauterets.

Le village d’Aspin, huile sur toile. Coll. particulière.

Portrait de Jean-Marie Lacrampe, architecte à Lourdes, huile sur toile, 95 × 72 cm. Mairie de Lourdes.

1901

Le Chef Pintat, huile sur toile, 135 × 102 cm. Musée Pyrénéen, Lourdes.

Autoportrait, huile sur toile, 25,5 × 19,5 cm. Musée Pyrénéen, Lourdes.

 Portrait de Mgr Schœpfer, huile sur marbre blanc, diamètre 7 cm. Coll. particulière, Lourdes.

 Portrait de Mme Moreau-Bellecroix, huile sur toile, 49,5 × 42,5 cm. Coll. particulière, Lourdes.

1902

Portrait de Mme Abadie, belle-mère de Jules Lacaze, directrice de l'école des filles à Lourdes, pastel, 43 × 32 cm. Coll. particulière, Lourdes.

Portrait du fils adoptif  de Jules Lacaze, pastel, 40 × 30 cm (cadre). Coll. particulière, Lourdes.

 Portrait d’un notable lourdais, huile sur toile, 120 × 80 cm. Musée Pyrénéen, Lourdes.

Portrait de son épouse, huile sur toile, 120 × 80 cm. Musée Pyrénéen, Lourdes.

La Pastourelle, huile sur toile, 62,5 × 57 cm. Musée Pyrénéen, Lourdes.

Portrait de jeune fille accoudée, huile sur toile, 48 × 46,5 cm. Coll. particulière, Lourdes.

Portrait de Louis Mourra d'après photographie, huile sur toile, 55 × 40 cm. Musée Pyrénéen, Lourdes.

Étude-portrait du général Maransin, huile sur toile, 36 × 32 cm. Coll. particulière, Lourdes.

Portrait de femme, huile sur toile, 49 × 42 cm.

1903

Portrait de femme, huile sur toile, 55 × 45 cm. Coll. 28,5 cm. Coll. particulière, Lourdes.

Portrait d’Henri Capdevielle, huile sur toile.

Portrait de Michel Cénac, maire d'Argelès-Gazost de 1882 à 1902, huile sur toile, 130 × 100 cm. Mairie d'Argelès-Gazost.

Portrait de M. Lalanne, huile sur toile, 60 × 50 cm. Coll. particulière, Lourdes.

Autoportrait

1904

Portrait de Mme Louis Nelli, née Cécile Simonet, huile sur bois, 42 × 61 cm.
Paysage de Lourdes sous la neige avec autoportrait, huile sur toile. Musée Pyrénéen, Lourdes.

### Peintures non datées
Bernadette en prière, huile sur toile, 55 × 48 cm. Coll. particulière, Lourdes.

Buste de jeune fille, huile sur toile, 63 × 51 cm. Coll. particulière, Tarbes

Église de Sassis le jour de la Fête-Dieu

Étude à Saint-Sauveur, huile sur toile, 59 × 43 cm. Coll. particulière, Argelès-Gazost

Femme de trois-quarts au chapeau noir et voilette

Jeune couple à la fontaine, huile sur toile, 29 × 23 cm. Coll. particulière, Lourdes

Jeune femme couchée, huile sur toile, 60 × 78,5 cm. Coll. particulière, Tarbes

L’apparition de la Vierge à Bernadette, huile sur toile, 182 × 142 cm. Coll. particulière, Lourdes

La communiante, huile sur toile, 55 × 38,5 cm. Coll. particulière, Tarbes

La poupée cassée

Le repas du tailleur de pierres

Les hortensias

Les quais de Bordeaux, huile sur panneau de bois, 25 × 29 cm. Coll. particulière, Paris

Lourdes, le tramway

Notre-Dame de Lourdes. Musée des Sanctuaires de Lourdes.

Nymphe tenant une colombe

Paysage des Pyrénées, huile sur toile, 38,5 × 23,5 cm. Musée Pyrénéen, Lourdes

Petite fille dans un jardin

Portrait d’Auguste Capdevielle, neveu de l'artiste, dit La pomme, huile sur toile, 23,5 × 15 cm. Coll. particulière,
Une Carmen, (le modèle est de Luz Saint Sauveur), huile sur toile, 30x22, Coll. Particulière, Pau
Lourdes

Portrait d'Émilie Ségot, mère de Louis Capdevielle, huile sur toile, 40 × 32 cm. Coll. particulière, Lourdes

Portrait d’homme, huile sur toile, 52 × 43 cm. Coll. particulière, Paris

Portrait d’un petit garçon, huile sur bois, 38 × 31 cm. Coll. particulière, Lourdes

Portrait de Jean-Marie Capdevielle, père de l'artiste, huile sur toile, 40 × 32 cm. Coll. particulière, Paris

Portrait de jeune femme, huile sur toile, 36 × 30 cm. Coll. particulière, Lourdes

Portrait de Justin Lavigne, maire de Lourdes de 1892 à 1896, huile sur toile, 94 × 70 cm. Coll. particulière, Tarbes

Portrait de Mademoiselle Darrou, épouse Sajoux, pastel ovale, 52 × 40 cm. Coll. particulière, Lourdes

Portrait de Monseigneur Peyramale, huile sur toile, 55 × 46 cm. Coll. particulière, Lourdes

Portrait de Pascal Cazaux-Moutou, d'après photographie, huile sur toile, 54 × 44 cm. Coll. particulière, Lourdes

Portrait de petite fille, Mademoiselle Bouriette, huile sur toile, 41 × 32 cm. Coll. particulière, Lourdes

Portrait de tante Millet, pastel sur toile, 70 × 60 cm. Coll. particulière, Lourdes

Portrait du Docteur Jean-Louis Ferran, huile sur toile, 90 × 70 cm. Coll. particulière, Tarbes
Procession place du champ commun, huile sur toile, 53x40 cm, Coll particulière, Pau

Rémouleur, huile sur toile, 139,7 × 83,8 cm.

Saint-Sauveur, huile sur toile, 182 × 244 cm. Coll. particulière, Lourdes

Tête de Christ, huile sur toile, 40,5 × 33 cm. Musée Pyrénéen, Lourdes

Tête de femme (Marie Pintat)

Vierge de Lourdes